# Straminella
Straminella is een geslacht van korstmossen dat behoort tot de orde Lecanorales van de ascomyceten.

## Soorten
Volgens Index Fungorum telt het geslacht zes soorten (peildatum maart 2023):
| Soortnaam                                | Auteur(s)                                          | Publicatiejaar |
| ---------------------------------------- | -------------------------------------------------- | -------------- |
| Straminella bullata                      | (Follmann & A. Crespo) S.Y. Kondr., Lőkös & Farkas | 2019           |
| Straminella burgaziae                    | (I. Martínez & Aragón) S.Y. Kondr., Lőkös & Farkas | 2019           |
| Straminella conizaeoides                 | (Nyl. ex Cromb.) S.Y. Kondr., Lőkös & Farkas       | 2019           |
| Straminella densa                        | (?liwa & Wetmore) S.Y. Kondr., Lőkös & Farkas      | 2019           |
| Straminella maheui                       | (Hue) S.Y. Kondr., Lőkös & Farkas                  | 2019           |
| Straminella varia (Hardhoutschotelkorst) | (Hoffm.) S.Y. Kondr., Lőkös & Farkas               | 2019           |